# Leszek Rudnicki
Leszek Rudnicki (ur. 18 grudnia 1943 w Łodzi, zm. 17 maja 2018) – polski dziennikarz.

## Życiorys
Ukończył filologię polską na Uniwersytecie Łódzkim. Jako dziennikarz debiutował w „Odgłosach” (1965), następnie był reporterem „Dziennika Łódzkiego”, w latach 80. zaś pracował w redakcji „Głosu Robotniczego” jako kierownik działu społeczno-ekonomicznego. Specjalizował się w tematyce dotyczącej służby zdrowia i gospodarki.

### Życie prywatne
Był synem dziennikarza – Henryka Rudnickiego. Miał żonę Bożennę, z którą miał córkę – dziennikarkę – Joannę Rudnicką (1968–2006).
Został pochowany na Cmentarzu Komunalnym na Dołach w Łodzi (kwatera 34, rząd 18, grób 5).

## Wyróżnienia
- I nagroda Stowarzyszenia Dziennikarzy Polskich w ogólnopolskim konkursie publicystycznym poświęconym ochronie zdrowia (1975)[1],
- Srebrny Krzyż Zasługi[2],
- Złoty Krzyż Zasługi (1985)[1],
- Honorowa Odznaka Miasta Łodzi (1980)[1],
- Srebrna Odznaka Honorowa Polskiego Czerwonego Krzyża[2].